# Mama's Dirty Girls
Mama's Dirty Girls is een Amerikaanse exploitatiefilm van John Hayes uit 1974 met in de hoofdrollen Gloria Grahame, Paul Lambert, Sondra Currie en Candice Rialson.

## Verhaal
Mama Love (Gloria Grahame) is een vrouw van middelbare leeftijd die met mannen trouwt om hen vervolgens te vermoorden voor hun geld. Ze wordt daarbij geholpen door twee van haar tienerdochters: de verleidelijke Becky (Candice Rialson) en haar oudere zus, de mooie maar sadistische Addie (Sondra Currie).
Het volgende slachtoffer van Mama Love is weduwnaar Harold (Paul Lambert). Wat ze echter niet weet is dat Harold met haar precies hetzelfde van plan is.

## Rolverdeling
| Acteur            | Personage | Opmerkingen           |
| ----------------- | --------- | --------------------- |
| Gloria Grahame    | Mama Love |                       |
| Paul Lambert      | Harold    |                       |
| Sondra Currie     | Addie     |                       |
| Candice Rialson   | Becky     |                       |
| Mary Stoddard     | Cindy     |                       |
| Christopher Wines | Sheriff   |                       |
| Anneka Di Lorenzo | Charity   | als Anneka de Lorenzo |

## Ontvangst
De recensenten waren overwegend negatief en noemden de film onder andere een "smakeloos niemendalletje", al waren er wel lovende woorden voor de acteerprestatie van de Oscar-winnende voormalige Hollywoodvedette Gloria Grahame van wie de carrière dan al een tijdje in het slop zat.
Producer Ed Carlin zei later zelf over de film dat "als je hem niet gezien hebt, je niet veel gemist hebt".